# 1,2,3-三氯丙烯
1,2,3-三氯丙烯（1,2,3-Trichloropropene），结构式CH2ClCCl＝CHCl。

## 性质
无色至微黄色油状液体。相对密度（{\displaystyle \ d_{4}^{20}}）1.414。折射率（{\displaystyle \ n_{D}^{20}}）1.5030。沸点142°C。不溶于水，溶于乙醇、氯仿。

## 制备
1,2,3-三氯丙烷经脱氯化氢得2,3-二氯丙烯。2,3-二氯丙烯发生氯化产生1,2,2,3-四氯丙烷。后者再经脱氯化氢，得到1,2,3-三氯丙烯。
{\displaystyle \ CH_{2}ClCHClCH_{2}Cl+NaOH\ {\xrightarrow[{90^{o}C}]{C_{2}H_{5}OH}}\ CH_{2}ClCCl\!=\!CH_{2}+NaCl+H_{2}O}
{\displaystyle \ CH_{2}ClCCl\!=\!CH_{2}+Cl_{2}\ {\xrightarrow {12^{o}C}}\ CH_{2}ClCCl_{2}CH_{2}Cl}
{\displaystyle \ CH_{2}ClCCl_{2}CH_{2}Cl+NaOH\ {\xrightarrow[{90^{o}C}]{C_{2}H_{5}OH}}\ CH_{2}ClCCl\!=\!CHCl+NaCl+H_{2}O}

## 用途
用于制造除草剂燕麦敌1号和特种塑料等。